# Гордінське сільське поселення
Го́рдінське сільське поселення (рос. Гординское сельское поселение) — адміністративна одиниця у складі Афанасьєвського району Кіровської області Росії. Адміністративний центр поселення — село Гордіно.

## Історія
Станом на 2002 рік на території сучасного поселення існували такі адміністративні одиниці:
- Гордінський сільський округ (села Верхнє Камьє, Гордіно, присілки Алешата, Антоненки, Бармята, Боровічата, Булижино, Ваньки, Васенки, Верхня Колотовка, Дуріни, Єфремята, Іонічі, Казакови, Кораблі, Ларенки, Мішата, Нижня Колотовка, Савіненки, Семеновці, Тіміни, Трошкіно, Угор, Федотята 1, Філенки, Фіфілята, Чебани, Шердинята, Шулаї, Якунята)

Поселення було утворене згідно із законом Кіровської області від 7 грудня 2004 року № 284-ЗО у рамках муніципальної реформи шляхом перетворення Гордінського сільського округу.

## Населення
Населення поселення становить 1521 особа (2017; 1535 у 2016, 1566 у 2015, 1572 у 2014, 1596 у 2013, 1623 у 2012, 1695 у 2010, 1856 у 2002).

## Склад
До складу поселення входять 30 населених пунктів:
| Населений пункт            | Населення, осіб (2002) | Населення, осіб (2010) |
| -------------------------- | ---------------------- | ---------------------- |
| Алешата, присілок          | 29                     | 26                     |
| Антоненки, присілок        | 10                     | 7                      |
| Бармята, присілок          | 30                     | 26                     |
| Боровічата, присілок       | 41                     | 39                     |
| Булижино, присілок         | 2                      | 0                      |
| Ваньки, присілок           | 46                     | 30                     |
| Васенки, присілок          | 147                    | 129                    |
| Верхнє Камьє, село         | 99                     | 78                     |
| Верхня Колотовка, присілок | 23                     | 34                     |
| Гордіно, село              | 588                    | 569                    |
| Дуріни, присілок           | 4                      | 4                      |
| Єфремята, присілок         | 120                    | 112                    |
| Іонічі, присілок           | 4                      | 1                      |
| Казакови, присілок         | 53                     | 62                     |
| Кораблі, присілок          | 45                     | 39                     |
| Ларенки, присілок          | 18                     | 18                     |
| Мішата, присілок           | 31                     | 24                     |
| Нижня Колотовка, присілок  | 98                     | 84                     |
| Савіненки, присілок        | 5                      | 3                      |
| Семеновці, присілок        | 21                     | 28                     |
| Трошкіно, присілок         | 42                     | 41                     |
| Тіміни, присілок           | 8                      | 0                      |
| Угор, присілок             | 79                     | 64                     |
| Федотята 1, присілок       | 22                     | 13                     |
| Філенки, присілок          | 2                      | 1                      |
| Фіфілята, присілок         | 17                     | 17                     |
| Чебани, присілок           | 16                     | 15                     |
| Шердинята, присілок        | 160                    | 148                    |
| Шулаї, присілок            | 92                     | 82                     |
| Якунята, присілок          | 4                      | 1                      |